# Beal (Northumberland)
Beal – wieś w Anglii, w hrabstwie Northumberland. Leży 81 km na północ od miasta Newcastle upon Tyne i 478 km na północ od Londynu.